# Vincenzo Savio

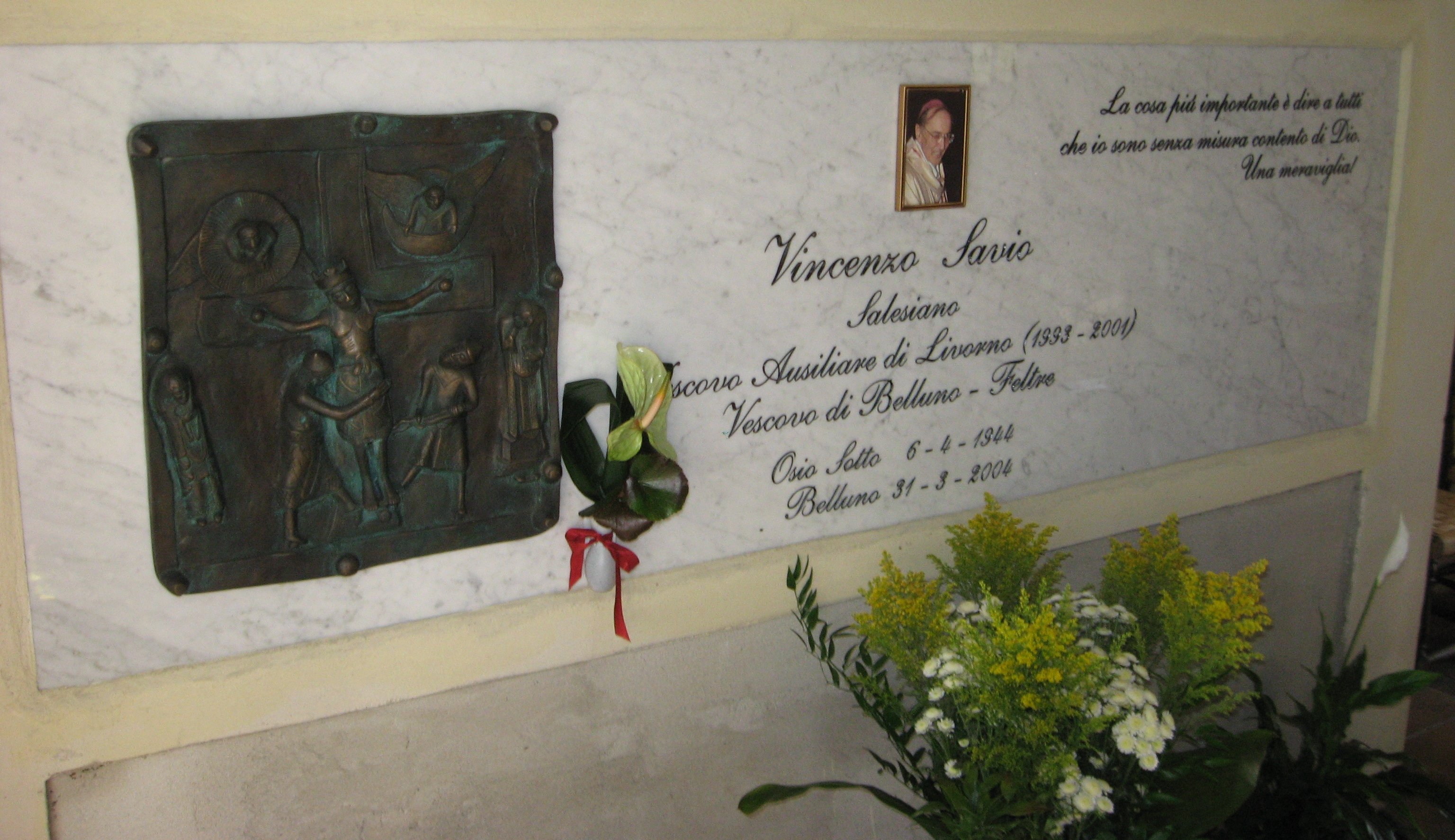
Grafsteen van Savio

Vincenzo Savio  (Osio Sotto, 6 april 1944 – Belluno, 31 maart 2004) was een Italiaans geestelijke en bisschop van de Rooms-Katholieke Kerk.
Hij doorliep het kleinseminarie bij de Salesianen van Don Bosco, tot welke orde hij -  op 16 augustus 1961 - toetrad. In 1967 legde hij zijn eeuwige geloften af. Daarna studeerde hij verder in Rome en behaalde graden aan de Pauselijke Salesiaanse Universiteit en aan de Pauselijke Lateraanse Universiteit. Hij werd in 1972 in de Kerk van het Heilig Hart in Rome tot priester gewijd. Op 30 mei 1993 werd hij bisschop-coadjutor van Livorno en titulair bisschop van Garriana. In 2001 volgde zijn benoeming tot bisschop van Belluno-Feltre. 
In 2001 gaf hij het startsein voor het proces van zaligverklaring van paus Johannes Paulus I, die afkomstig was uit het bisdom Belluno-Feltre.
Vincenzo Savio overleed in het bijzijn van enkele familieleden en priesters.
- International Standard Name Identifier: 0000 0000 6187 6875
- Istituto Centrale per il Catalogo Unico: RAVV356789
- Virtual International Authority File: 89747258